# Klaus Fiedler (Theaterregisseur)
Klaus Fiedler (* 3. Juli 1938 in Berlin; † 30. Juni 2013 ebenda) war ein deutscher Theaterregisseur.

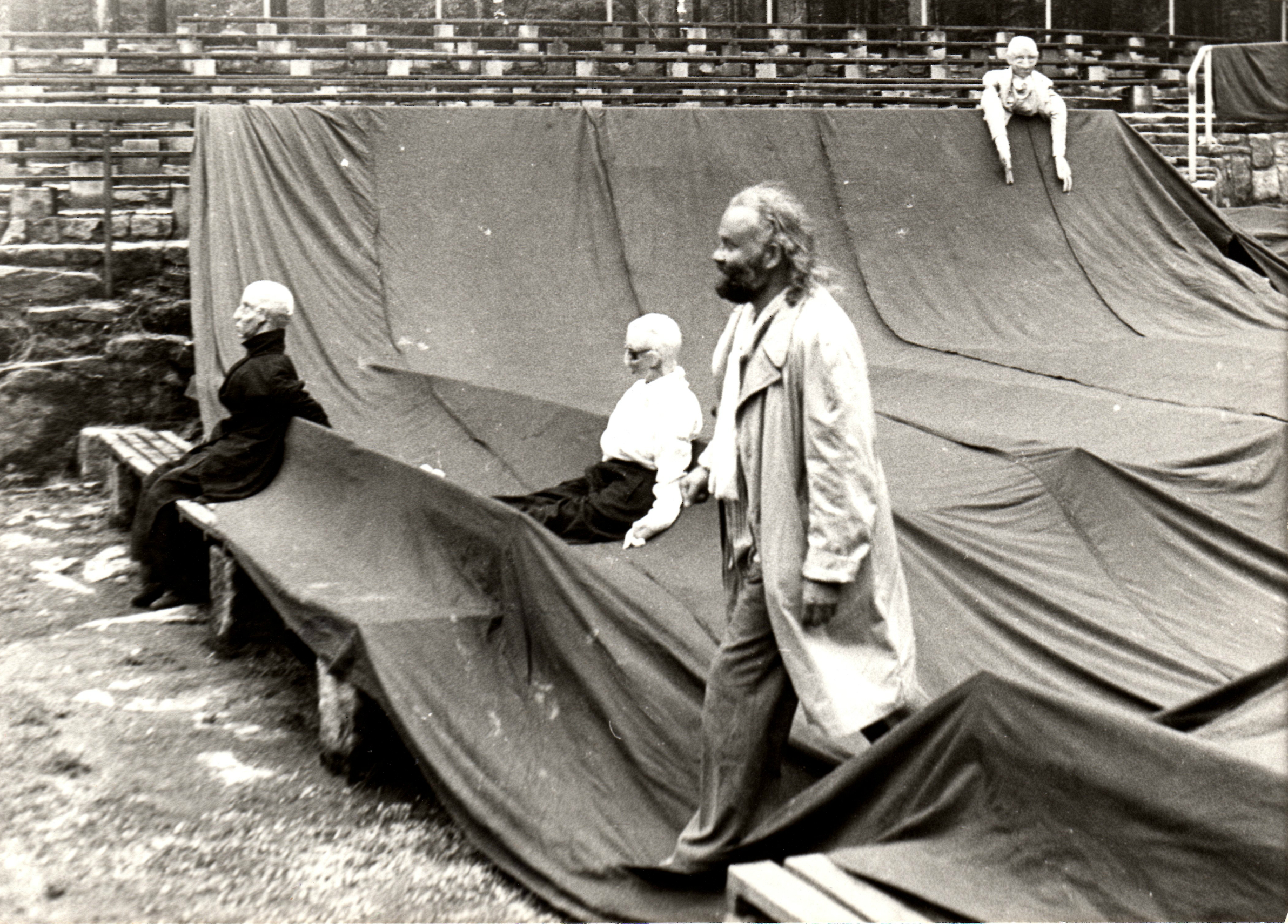
Klaus Fiedler, Naturtheater Greifensteine, Annaberg. 70er Jahre

## Leben
Nach Grundschule und Abitur lernte Fiedler zunächst den Beruf des Kartografischen Zeichners. Anschließend arbeitete er als Bühnentechniker am Maxim-Gorki-Theater Berlin, bevor er ab 1960 Theaterwissenschaften an der Theaterhochschule Leipzig studierte und 1963 exmatrikuliert wurde.
Ab 1963 arbeitete er als Schauspieler an den Städtischen Bühnen Quedlinburg und am Stadttheater Freiberg.
Im Jahr 1968 wechselte er nach Leipzig an die Städtischen Bühnen, an denen er bis 1974 als Schauspielregisseur arbeitete.
Nach einer Tätigkeit als Oberspielleiter am Landestheater Altenburg wurde er 1976 Schauspieldirektor am Landestheater Rudolstadt. Unter seiner Leitung wurde das Rudolstädter Theater politischer: Er brachte kritische Themen auf die Bühne, die er zeitgemäß inszenierte.
Ab 1979 war er Gastdozent an den Schauspielschulen Berlin und Rostock, der Filmhochschule Babelsberg und der Humboldt-Universität Berlin. Während der Zeit seines Berufsverbots von 1987 bis 1989 arbeitete er als Nachtpförtner.
Er leitete Schauspiel-Workshops in Berlin, Dolcedo und Colombo. Seit 1990 arbeitete er als Regisseur für zahlreiche Off-Theater und als Schauspieldozent an der Berliner Schule für Schauspiel und der Theaterakademie Vorpommern.

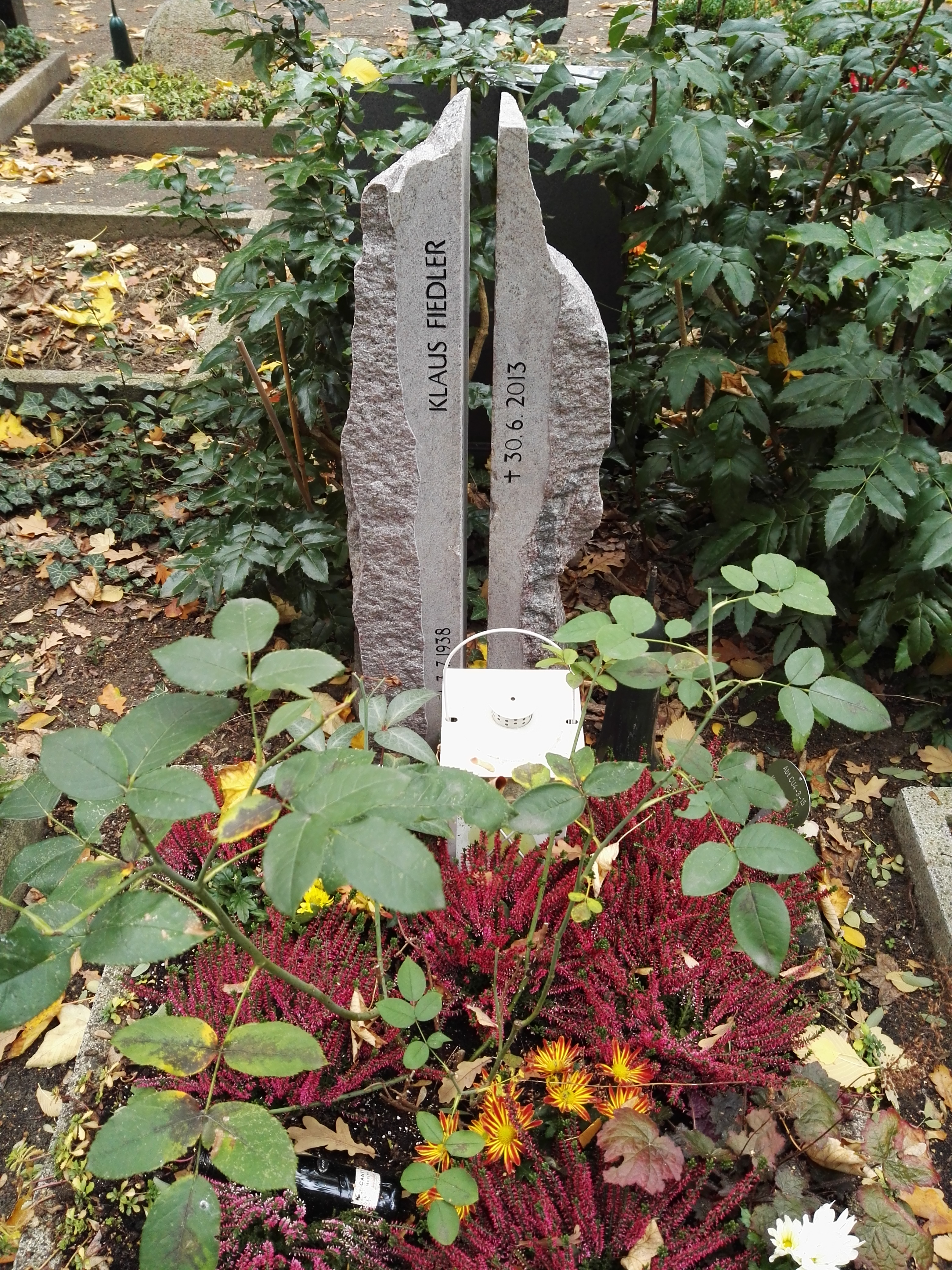
Grabstätte

Klaus Fiedler wurde auf dem Dorotheenstädtischen Friedhof beigesetzt.

## Filmografie
- 1972: Der Dritte
- 1980: Die Verlobte

## Inszenierungen (Auswahl)
- 1970: Komödie der Irrungen von William Shakespeare, Städtisches Theater Leipzig
- 1971: Der Diener zweier Herren von Carlo Goldoni, Städtisches Theater Leipzig
- 1974: Die Streiche des Scapin von Molière, Landestheater Altenburg[3]
- 1976: Urfaust, von Johann Wolfgang von Goethe, Landestheater Altenburg
- 1978: Siszwe Banzi ist tot von Athol Fugard, Theater Rudolstadt[4]
- 1978: Minna von Barnhelm von Gotthold Ephraim Lessing, Theater Rudolstadt
- 1979: Da leben Leute von Athol Fugard, Staatstheater Schwerin
- 1980: Ein Sommernachtstraum von William Shakespeare, Staatstheater Schwerin
- 1986: Der Kontrabass von Patrick Süskind, Staatsschauspiel Dresden (bis 2004)
- 1987: Sommernachtstraumspiele, Naturtheater Greifensteine
- 1988: Der Arzt wider Willen von Molière, Die Kleine Bühne „Das Ei“, Berlin[5]
- 1990: Nächstes Jahr, selbe Zeit von Bernard Slade, Die Kleine Bühne „Das Ei“, Berlin
- 1994: Das Bank-Geheimnis (Stückentwicklung), Berliner Compagnie
- 2006: Vor dem Abriß, Brotfabrik (Berlin)[6]
- 2007: Nächstes Jahr, selbe Zeit von Bernard Slade, Deutsch-Sorbisches Volkstheater, Bautzen[7]
- 2009: Es möcht’ der Holunder sterben an eurer Vergesslichkeit … (mit Jean Pacalet und Barbara Thalheim)[8]